# Dennis Ravn
Dennis Ravn (født 10. august 1975 i Esbjerg) er en dansk radiovært og reklamespeaker.
Dennis Ravn har sammen med Mai-Britt Vingsøe og Signe Krarup vundet Prix Radios pris for Bedste morgenshow og Ekstra Bladets Den Gyldne Mikrofon.

## Opvækst
Dennis Ravn er født i Esbjerg, men voksede op i Bogense på Fyn. Han påbegyndte sin radiokarriere som 11-årig, hvor han i 1987 sendte børneradio på Radio Bogense. Efterfølgende valgte han at rejse til Arizona, USA, hvor han gik på radioskole fra 1992-1993.

## Karriere
I 1995 blev Dennis Ravn ansat på The Voice i Odense, og i 1996 fik han tildelt sit eget morgenradioshow og arbejdede på stationen i knap fem år.
Sideløbende med radiokarrieren havde Dennis Ravn en tjans som stadionspeaker på fodboldklubben OB's hjemmebanekampe fra 2000 til 2014.
I 2002 blev radiosationen The Voice samlet til én landsdækkende station i København, hvor Dennis Ravn blev hentet tilbage efter et kortere ophold på Skala FM i Kolding. I København agerede han som radiovært med bl.a. eftermiddagsradio og som medvært på radioprogrammet Freak Show. Sideløbende med værtskarrieren producerede Ravn jingler og radio imaging (lydmæssig branding) for radiostationen.
Samme år, 2002, oprettede Dennis Ravn egen virksomhed med fokus på produktion af reklamespeaks til radio, TV, biografer mm.
I februar 2009 skiftede Ravn radiokanal og begyndte at sende morgenradio på NOVA FM og var radiovært på morgenshowet Nova Morgen med først Vicki Berlin og Søren Malling, og siden Thomas Qvortrup og Anja Steensig. Programmet lukkede i 2012.
I 2013 vendte Dennis Ravn tilbage til morgenradio, som radiovært GO'NOVA sammen med Mai-Britt Vingsøe, Producer Kristian og Jojo.

## Radioprogrammer
| Titel                       | Kanal     | År        | Funktion      |
| --------------------------- | --------- | --------- | ------------- |
| Dennis om Morgenen          | The Voice | 1996-1997 | Vært          |
| Dennis og Allan om Morgenen | The Voice | 1997      | Vært          |
| Kaos Krew                   | The Voice | 1998      | Vært          |
| Skala Dream Team            | Skala FM  | 2000-2002 | Vært          |
| Dennis om Morgenen          | The Voice | 2002-2004 | Vært          |
| Freak Show                  | The Voice | 2004-2006 | Vært          |
| Nova Morgen                 | NOVA      | 2009-2012 | Vært          |
| NOVA på Job                 | NOVA      | 2012-2013 | Vært          |
| GO'NOVA                     | NOVA      | 2013-     | Vært og anker |